# Гребнещуковые
Гребнещуковые, или мечеротые (лат. Ctenoluciidae) — семейство пресноводных лучепёрых рыб из отряда харацинообразных. Его представители обитают в пресных водах Панамы и Южной Америки.
Тело удлинённое, щуковидной формы, цилиндрическое на поперечном разрезе, покрыто мелкой чешуёй с шипиками. Челюсти удлинённые с многочисленными, мелкими, острыми, обращёнными назад зубами. Зубы расположены в один ряд на каждой челюсти. Спинной и анальный плавники смещены к хвостовому стеблю. В брюшных плавниках 8 мягких лучей. Есть жировой плавник. Рыбы среднего размера длиной от 26 до 42 см. Максимальная длина тела 88 см у харациновой щуки Boulengerella cuvieri.
Некоторые из этих рыб, такие как Ctenolucius hujeta, встречаются у аквариумистов-любителей, их часто называют «пресноводная барракуда» или «пресноводная рыба-игла», хотя они им и не родственники.

## Классификация
В семейство включают 2 рода и 7 видов:
- Boulengerella Eigenmann, 1903 — Харациновые щуки (5 видов)
- Ctenolucius Gill, 1861 — Гребнещуки (2 вида)